# Condado de Morgan (Kentucky)
O Condado de Morgan é um dos 120 condados do estado americano de Kentucky. A sede do condado é West Liberty, e sua maior cidade é West Liberty. O condado possui uma área de 994 km² (dos quais 6 km² estão cobertos por água), uma população de 13 948 habitantes, e uma densidade populacional de 14 hab/km² (segundo o censo nacional de 2000). O condado foi fundado em 1823. O condado proíbe a venda de bebidas alcoólicas.